# Zavetnici
Lo Srpska stranka Zavetnici (in serbo Српска странка Заветници, SNS), traducibile in "Partito Serbo dei Patroni" o "Partito Serbo dei Protettori", è un partito politico serbo di estrema destra.

## Storia
Il partito nacque nel 2012 da una scissione del Partito Radicale Serbo ed era inizialmente denominato "Movimento Serbo dei Protettori" (in cirillico: Српски сабор Заветници, romanizzato: Srpski sabor Zavetnici). 
Ha partecipato alle elezioni parlamentari del 2014 nella coalizione del "Fronte Patriottico", che tuttavia ottenne solo 4.514 voti. 
Nel 2022 ha ottenuto il 3,7% dei voti ed ha fatto per la prima volta il suo ingresso in Parlamento con 10 deputati. La sua candidata alle elezioni presidenziali del 2022, Milica Djurdjevic Stamenkovsk, ha invece ottenuto il 4,3% dei voti.

## Ideologia
Il partito si definisce un partito politico conservatore e russofilo e ed è contrario all'adesione all'Unione Europea e alla NATO. Il SSZ si oppone fermamente all'immigrazione clandestina ed è considerato un partito ultranazionalista e fortemente social conservatore.

## Risultati elettorali
| Elezione          | Voti    | %    | Seggi    |
| ----------------- | ------- | ---- | -------- |
| Parlamentari 2014 | 4.514   | 0,13 | 0 / 250  |
| Parlamentari 2016 | 27.690  | 0,73 | 0 / 250  |
| Parlamentari 2020 | 45.950  | 1,43 | 0 / 250  |
| Parlamentari 2022 | 141.227 | 3,71 | 10 / 250 |